# Head Over Heels (película)
Head over heels(conocida con los nombres de Cinco Evas y un Adán en Latinoamérica y Como perder la cabeza en España es una película de 2002 dirigida por Mark S. Waters y con Monica Potter y Freddie Prinze, Jr. con los papeles principales.

## Sinopsis
Amanda Pierce consigue trabajar como restauradora de pinturas en el Museo Metropolitano, especializado en Artes del Renacimiento., y también logra vivir en un gran departamento junto a cuatro especulantes modelos. En su "nueva vida" creerá conocer el amor, cuando conoce a Jim Winston, pero cuando Amanda cree verlo cometer un asesinato, las cosas cambiarán.

## Argumento
La película tiene por argumento el amorío entre una mujer que llega a vivir con un grupo de cuatro modelos que le ayudan a Amanda a descubrir la verdad sobre su nuevo romance, que después de un aparente asesinato de una mujer en el apartamento de su amado (Jim Winston) quién en realidad ecenificó el acto pues este es en realidad un agente del FBI llamado Bob Smud quién finalmente le declara su amor a Amanda al terminar los hechos de una manera positiva para las cuatro modelos y Amanda quién aparentemente le niega su amor pues no le fue sincero pero después de un tiempo mirando una pintura en la que pintó a Bob se culpa por perder al sujeto a quién realmente amó y finalmente antes de borrar la pintura sale del museo en busca de Bob en un acuario pero no le encuentra y desilucionada se topa con Hamlet, el perro de Bob, quién se acaba de mudar con un nuevo empleo de oficinista y le invita a pasar a su apartamento donde finalmente se besan y finaliza la película con una toma de alejamiento del departamento.

## Elenco
- Monica Potter - Amanda
- Freddie Prinze, Jr. - Jim/Bob
- Ivana Miličević - Roxanna
- Shalom Harlow - Jade
- Sarah O'Hare - Candi
- Tomiko Fraser - Holly
- Jay Brazeau - Halloran/Strukov

## Recepción
La película obtuvo críticas negativas por parte de los críticos. Obteniendo un 10% en Rotten Tomatoes. Recibió en Metacritic 27 de los 100 comentarios, que denota "por lo general, comentarios negativos", basado en 25 comentarios.
La película fue lanzada el 2 de febrero de 2001, obteniendo el #7 puesto en taquilla, siendo puesta en 2.338 salas, recaudando 4.804.595 dólares en su primer fin de semana. La final nacional de extrapoblación fue de 10.4 millones, mientras que en el mercado extranjero recaudó 2,7 millones en todo el mundo. Dando un total de 13.127.022 dólares, sin llegar a superar su presupuesto de 14 millones. La película fue un notable fracaso según los críticos pero al público le cautivó la trama.